# 朱宸浫
朱宸浫，明朝宁藩輔國將軍，石城恭靖王朱奠堵之孙，追封石城觐镝王朱覲鏑之幼子，石城安恪王朱宸浮、辅国将军朱宸𣶩之弟。
朱宸浫品行端正，与诸兄不同。宁王朱宸濠想逼迫他折服，跟随他一起谋反，朱宸浫不从，朱宸濠数度派人放火烧其住家，又表示能给他资助，朱宸浫推辞不受。朱宸濠兵败被捕，朱宸浫未遭到牵连。子辅国将军朱拱槩，孙奉国将军朱多𤎲，曾孙镇国中尉朱謀㙔，三世都端正谨慎。